# ハン・テユン
ハン・テユン（한태윤、1983年10月13日 - ）は、韓国出身のタレント・外国人タレント。『ウッチャンナンチャンのウリナリ!!』で活躍。日本での活動時はユニー・ハン(Yuny Han)の名前を使用していたが、韓国に帰国後は本名のハン・テユンで活動している。夫はサッカー韓国代表の李正秀（2011年6月に結婚）。

## 経緯
2000年、同じ韓国出身のジニー・リーと共に、「南々見組」のオーディションで来日。芸能人社交ダンス、メモリーキャッツ（南原清隆、小池栄子、ユニー・ハン）などで活躍、人気者となる。番組の企画に体当たりで挑戦する「韓国の天然娘」。
「ブランニュービスケッツ」の一員としてCDデビュー。映画「ナトゥ 踊る!ニンジャ伝説」にも出演している。
番組ウリナリ中で同じ韓国出身のジニーとライバルになる位置で、ハンの「メモリーキャッツ」VSジニーの「ウルトラキャッツ」対決を制しCDを発売、ジニーが社交ダンス出場に対してハンもライバルチーム超星舞団所属で出場した。
『ウッチャンナンチャンのウリナリ!!』が終了後、母国韓国で女優として活動中。

## 出演

### 映画
- ナトゥ 踊る!ニンジャ伝説（2000年、日本） - カフェ店員[1]
- ドレミファソラシド（2008年、韓国） - シン・ソヒョン

### ドラマ
- 女子高時代（SBS、2002年）
- 千年の愛（2003年、SBS） - オム・スッキ
- 薯童謠（2005年、SBS） - 法王夫人
- 止められない結婚（2007年、KBS）- パク・サンミ
- お嬢さまをお願い!（2009年、KBS） - イ・ソンジュ

## 音楽

### シングル
- ブランニュービスケッツ『partner・S』
- メモリーキャッツ『TOMORROW』